# 2006年ニューヨーク小型機衝突事故

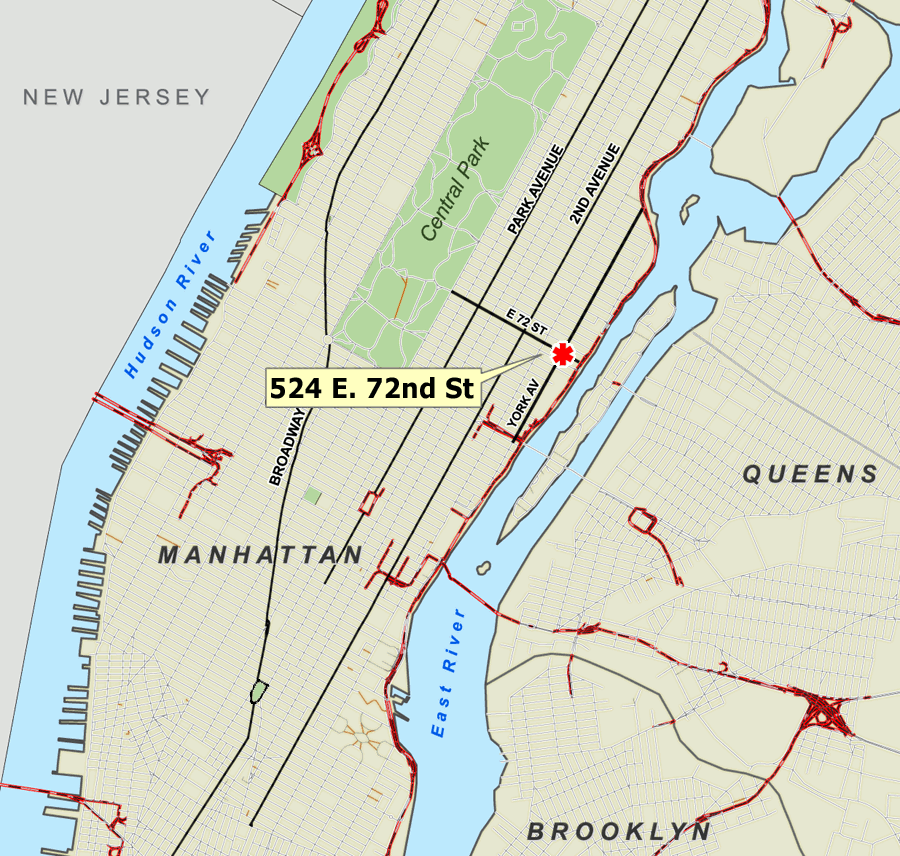
衝突した場所

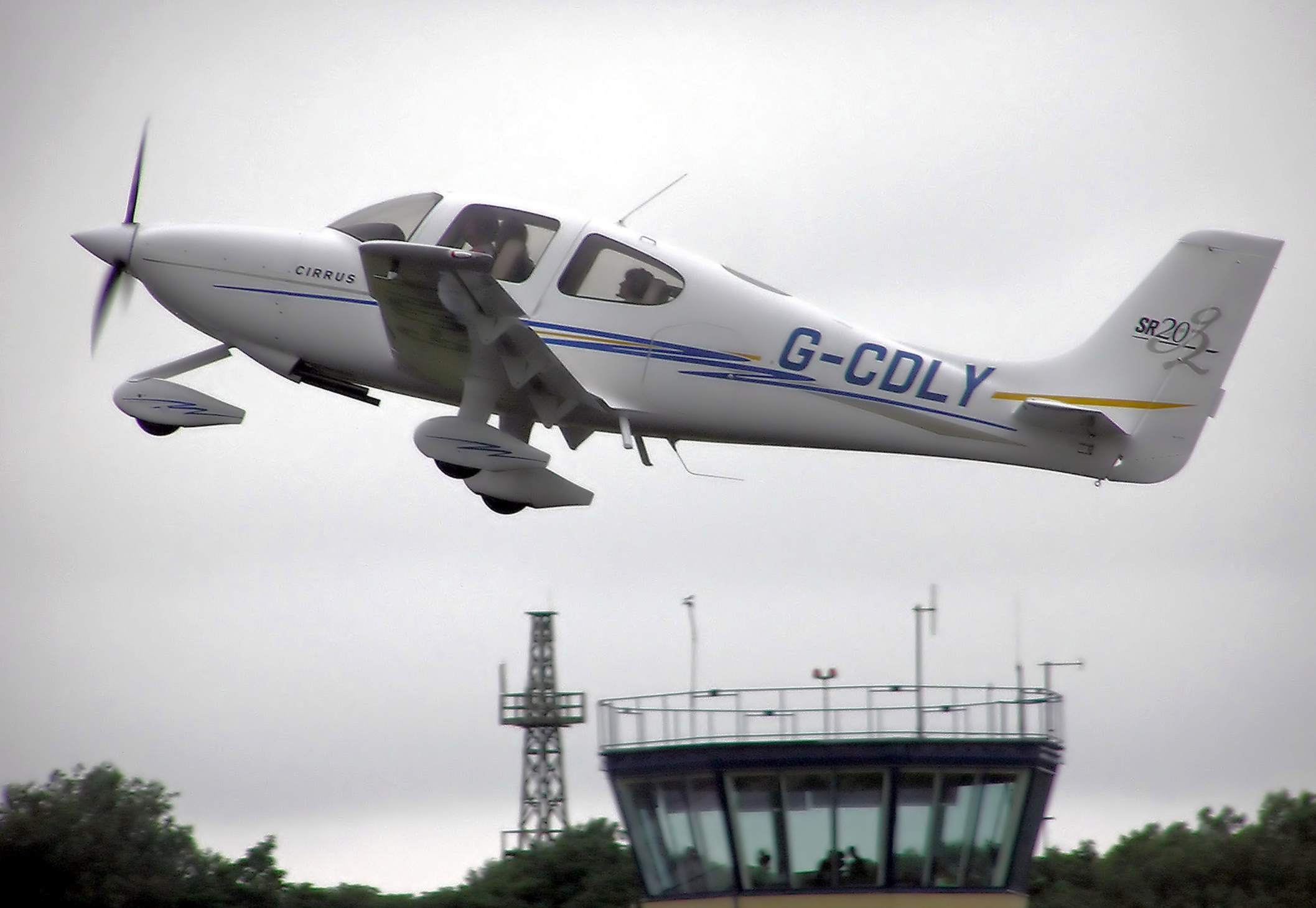
Cirrus SR20（事故機の同型機）

2006年ニューヨーク小型機衝突事故（2006ねんニューヨークこがたきしょうとつじこ、英語: 2006 New York City plane crash）は、2006年10月11日、アメリカ合衆国・ニューヨークマンハッタンにある超高層アパートに小型機が衝突した事故である。
調査により、事故機はプロ野球チームのニューヨーク・ヤンキースに所属していたコリー・ライドルの小型機と判明した。また、操縦していたライドルと同乗していたインストラクターの計2人の死亡が確認された。アメリカ同時多発テロ事件に光景が似ていたため、テロの疑いがもたれた。

## 経過
午後2時45分（日本時間12日午前3時45分）ごろ、ニューヨーク・ マンハッタンの中心部に近い50階建てアパートの40階付近に小型機が衝突し、操縦していたライドルと同乗していたインストラクターの2名が死亡した。消防士11名が負傷した。
同機はニュージャージー州にある小型機専門のテターボロ空港を同日午後2時29分ごろ離陸した:2。マンハッタン島の近くまで飛行したところでハドソン川に沿って南下し、マンハッタン島の南に面するアッパー・ニューヨーク湾の上に出た。そこで左旋回して今度はイースト川に沿って北へ進んだ。イースト川に架かるクイーンズボロ橋の北1マイルに達すると左旋回を始めたが、そのまま川岸にあるビルの北側外壁に衝突した:3。事故機は大きな音とともに炎上し、落下した。アパートの下の路上には小型機の車輪などが転がっていた。
小型機が飛行していたのは15分ほどで、ライドルとインストラクターはニューヨークを観光していたと見られている。
現場は世界貿易センタービルの5マイル (8km) 北の場所であったため、テロの可能性も考慮された。ペンタゴンは、事故発生の10分後にニューヨーク、ワシントンD.C.、ロサンゼルス、シアトルなどの都市に戦闘機を配備した。その後、FBIの調査により、小型機の所有者名とパスポートから、死亡した1人がライドルであることが判明した。

## 原因
国家運輸安全委員会 (NTSB) は、この事故の原因が、限られた旋回空間内での180度の旋回操縦の操縦において、操縦士の不適切な計画、判断、および機体操縦であると判断した:13。
アメリカ連邦航空局（FAA）によると、小型機が高層アパートに衝突する直前、エンジントラブルで救難信号を発していたと述べているが、NTSBの調査では機体やエンジンに問題があったことを示す証拠は見つからなかった:11。
事故機はイースト川上空に設けられた領域（East River exclusion）の中を飛行し、その末端で引き返すために180度左旋回を行ったところ、いくつかの悪条件が重なったため曲がり切れずに川岸のビルに衝突した。まず事故機の旋回操縦は不適当だった。事前に右側の川岸一杯に寄せれば2100フィート（640メートル）の旋回空間を活用できたはずだったが、1400フィート（430メートル）しか余裕がない中途半端な位置で旋回を始めていた:9。さらに14ノットの東風が旋回中に追い風として働いて旋回性能を悪化させた:9このような状況下で東風を向かい風として利用して旋回半径を短縮できる右旋回を選択するべきだった。事故調査ではこの条件で旋回を終えるには50度以上のバンク角が必要と計算されたが、これは事故機が失速に至るバンク角（61度）に近い危険なもので、パイロットがそのような深いバンク角を取ろうとした形跡もなかった:11。旋回空間を大きくとれる位置取りから、左ではなく右に旋回していたなら35度のバンク角で安全に旋回できたはずだった:12。また、飛行計画自体が狭い空間で急旋回を要する余裕のないものだった。その危険を十分に認識していれば、飛行前に計画を変更するか、あるいは離陸後に気付いたとしても管制の許可を得た上でEast River exclusionの外に出る方策もあった:12。